# Marylie Limousin
Marylie Limousin,, née le 13 mars 1996 à Bourgoin-Jallieu (Isère), est une joueuse de basket-ball française évoluant au poste de meneuse de jeu.

## Biographie
Après un passage au pôle espoir de la ligue des Alpes de basket-ball, elle rejoint le Centre fédéral de Basket-Ball (CFBB).
À l'issue de sa formation de trois ans au sein de celui-ci, où elle évoluait en Nationale Féminine 1 et Ligue féminine 2, elle rejoint en 2014 le club de l'AS Villeurbanne Basket Féminin (ASVBF) en Nationale féminine 1. En 2015, elle rejoint le Basket Club la Tronche-Meylan (BCTM), également en Nationale féminine 1.
Sous le maillot de l'équipe de France, elle participe à cinq compétitions officielles (quatre championnats d'Europe, des moins de 14 ans (U14), moins de 15 (U15), moins de 16 (U16), moins de 17 (U17) et un championnat du monde des moins de 19 ans, en 2015 en Russie. Elle remporte deux médailles d'argent avec les 18 ans et moins, en 2013 en Croatie et en 2014,.
Après une blessure à la cheville en 2014,,, elle reprend la compétition en 2015.
Elle est sélectionnée pour les mondiaux U19,, où les Françaises atteignent les quarts de finale,  avant de terminer cinquième. La saison suivante, pour les championnats d'Europe des 20 ans et moins disputés au Portugal,, où elles terminent à la sixième place.
En mars 2017, elle est victime d'une rupture du ligament croisé antérieur.

## Clubs
| Saisons     | Équipe                                | Pays   |
| ----------- | ------------------------------------- | ------ |
| - 2010      | AS Cessieu Basket                     | France |
| 2010 - 2011 | FC Lyon                               | France |
| 2011 - 2014 | Centre Fédéral de Basket-Ball         | France |
| 2014-2015   | AS Villeurbanne Basket Féminin        | France |
| 2015 - 2018 | Basket Club la Tronche Meylan         | France |
| 2018 - 2021 | Amicale Sportive Tullins-Fures Basket | France |
| 2021 -      | US Orthez Basket                      | France |

## Équipe de France

### Championnats
- Championnat d'Europe U16 (Hongrie) : 2012[24]
- Championnat d'Europe U18 (Croatie) : 2013[25]
- Championnat d'Europe U18 (Portugal) : 2014[26]
- Championnat du monde U19 (Russie) : 2015[27]
- Championnat d'Europe U20 (Portugal) : 2016[28],[29]

### Palmarès
- Médaille d'argent au Championnat d'Europe U18 : 2013[8]
- Médaille d'argent au Championnat d'Europe U18 : 2014